# John Swinney

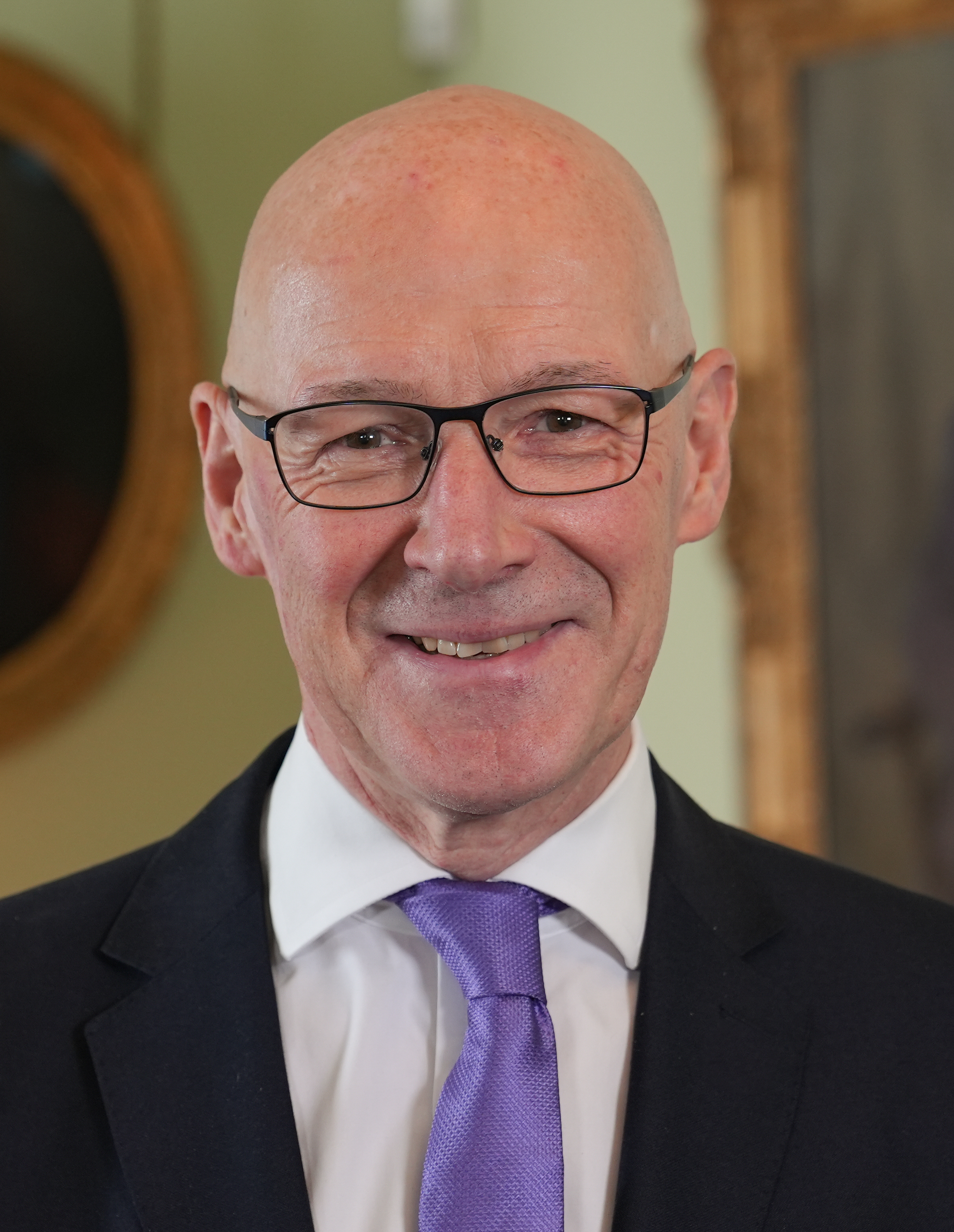
John Swinney, 2024

John Ramsey Swinney (* 13. April 1964 in Edinburgh) ist ein schottischer Politiker (SNP). Seit Mai 2024 ist er First Minister Schottlands und zudem Parteivorsitzender der SNP. Das Amt als Parteivorsitzender hatte er zuvor bereits von 2000 bis 2004 inne. Mit wechselnden Zuständigkeitsbereichen war er zwischen 2007 und 2023 Minister in den Regierungen von Alex Salmond und Nicola Sturgeon, wobei er ab 2014 unter Sturgeon als stellvertretender First Minister fungierte.

## Leben
Swinney wurde 1964 in Edinburgh geboren und besuchte die Forrester High School im Westen der Stadt. Anschließend studierte er Politikwissenschaft an der University of Edinburgh und erwarb dort 1986 einen Masterabschluss. Nach einer vorübergehenden Tätigkeit als Forscher beim Scottish Coal Project an der Edinburgh Napier University arbeitete er ab 1987 zunächst fünf Jahre lang als Managementberater und leitete ab 1992 bis zu seiner Wahl ins britische Parlament bei der Versicherung Scottish Amicable die strategische Planung.
John Swinney ist mit der Fernsehreporterin Elizabeth Quigley verheiratet und hat mit ihr einen Sohn, der im Oktober 2010 zur Welt kam. Aus einer früheren Ehe Swinneys gingen zwei weitere Kinder hervor.

## Politische Tätigkeit
Im Alter von 15 Jahren trat Swinney 1979 der Scottish National Party bei und nahm in den folgenden Jahren innerhalb der Jugendorganisation eine prominente Rolle ein. 1986 wurde er mit erst 22 Jahren zum National Secretary der Partei gewählt.
1992 kandidierte er im Wahlkreis North Tayside erstmals für einen Sitz im britischen Unterhaus, unterlag bei der Wahl jedoch dem konservativen Amtsinhaber Bill Walker. Bei den folgenden Parlamentswahlen 1997 kandidierte er erneut gegen Walker und setzte sich diesmal durch, wodurch er ins House of Commons in London einzog. Zwei Jahre später erhielt er bei den schottischen Parlamentswahlen für den gleichen Wahlkreis einen Sitz im neu gegründeten schottischen Parlament. Das Mandat im britischen Unterhaus behielt er bis zur anschließenden Wahl 2001, bei der er nicht wieder antrat. Den Sitz im schottischen Parlament konnte Swinney bei den Wahlen 2003 und 2007 sowie seit der Auflösung seines alten Wahlkreis North Tayside im neugebildeten Wahlkreis Perthshire North auch 2011, 2016 und 2021 verteidigen.
Von 1998 bis 2000 war John Swinney stellvertretender Vorsitzender der SNP. Nach dem Rücktritt des bisherigen Parteivorsitzenden Alex Salmond setzte er sich 2000 als Vertreter des gemäßigteren Parteiflügels in der Vorsitzendenwahl gegen den fundamentalistischeren Alex Neil durch. Im September 2000 trat er daraufhin das Amt als Parteivorsitzender an, das er bis 2004 vier Jahre lang behielt. Nach aus Sicht der Partei enttäuschenden Ergebnissen bei der britischen Unterhauswahl 2001 sowie der schottischen Parlamentswahl 2003 forderte ihn im Sommer 2003 der Anhänger des fundamentalistischeren Parteiflügels Bill Wilson als Vorsitzender heraus, der Swinney und der Parteiführung vorwarf, sich mit ihrer Akzeptanz der Devolution nicht ausreichend für das Ziel der schottischen Unabhängigkeit einzusetzen. Auf dem Parteitag im September 2003 setzte sich Swinney mit über 80 Prozent der Delegiertenstimmen gegen seinen Gegenkandidaten erneut als Parteivorsitzender durch. Nachdem die SNP bei der Europawahl 2004 ebenfalls hinter den selbst gesetzten Zielen zurückgeblieben war und erneut Kritik am politischen Kurs aufgekommen war, trat Swinney im Juni 2004 als Parteivorsitzender zurück. Als Nachfolger setzte sich in der anschließenden Vorsitzendenwahl sein Amtsvorgänger Alex Salmond durch.

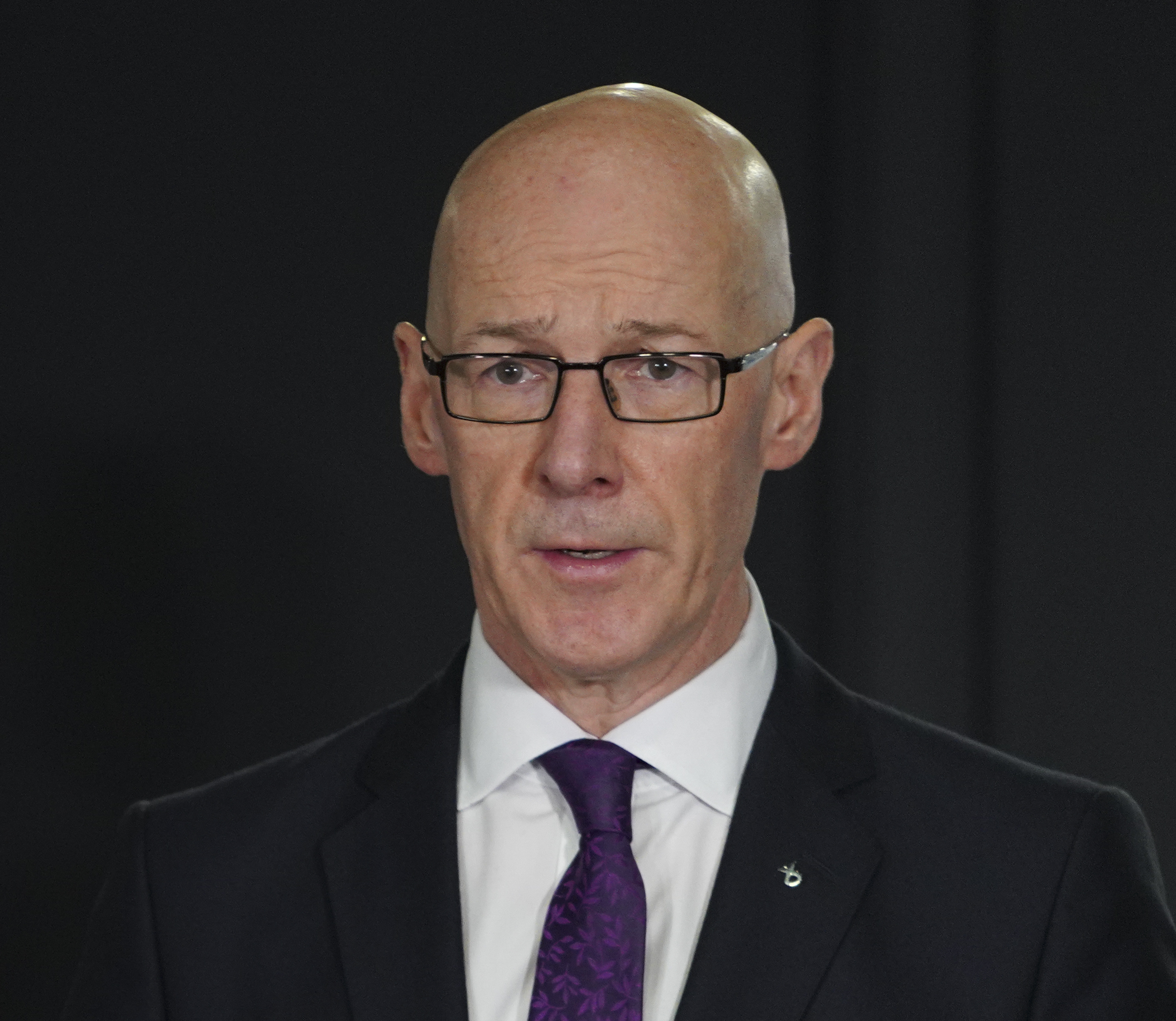
John Swinney, Dezember 2020

Nach der Bildung einer SNP-Regierung 2007 war er im Kabinett Salmond I Minister für Finanzen und nachhaltiges Wachstum, im nach der Wahl 2011 gebildeten Kabinett Salmond II Minister für Finanzen, Beschäftigung und nachhaltiges Wachstum. Nachdem im November 2014 Nicola Sturgeon als Nachfolgerin von Salmond zur First Minister gewählt worden war, fungierte Swinney in ihrem ersten Kabinett als Minister für Finanzen, Verfassung und Wirtschaft und übernahm zusätzlich deren vorheriges Amt als stellvertretender First Minister. Das behielt er im Mai 2016 gebildeten zweiten Kabinett Sturgeon bei, wechselte aber auf den Posten des Bildungsministers. Im dritten Kabinett unter Sturgeon ab 2021 fungierte er als Minister für COVID-Genesung sowie weiterhin als stellvertretender First Minister. Nachdem Nicola Sturgeon Anfang 2023 ihren Rücktritt angekündigt hatte, erklärte auch Swinney am 2. März 2023, dass er zurücktreten werde, sobald eine Nachfolge für das Amt des First Minister gefunden sei. Dem Ende März 2023 neu gebildeten Kabinett Yousaf gehörte er nicht mehr an.
Nach der Rücktrittsankündigung von First Minister Humza Yousaf Ende April 2024 trat Swinney erneut als Kandidat für die Führung der SNP und damit als Regierungschef Schottlands an. Die einzige Mitbewerberin, Kate Forbes, erklärte am 2. Mai 2024, nicht gegen ihn kandidieren zu wollen, sondern ihn zu unterstützen. Damit wurde Swinney zum einzigen Bewerber für beide Ämter. Am 6. Mai 2024 wurde Swinney zum Parteivorsitzenden der SNP und einen Tag später zum First Minister Schottlands gewählt. Wiederum am Tag darauf fand die offizielle Amtseinführung mit Vereidigung statt.